# Holcocerus
Holcocerus este un gen de insecte lepidoptere din familia Cossidae.

## Specii[1]
- Holcocerus albidus
- Holcocerus arenicola
- Holcocerus baloutchistanensis
- Holcocerus bolshoji
- Holcocerus brunneogrisea
- Holcocerus campicola
- Holcocerus consobrinus
- Holcocerus darwesthana
- Holcocerus desioi
- Holcocerus difficilis
- Holcocerus dilutior
- Holcocerus drangianicus
- Holcocerus faroulti
- Holcocerus firdusi
- Holcocerus gloriosus
- Holcocerus gracilis
- Holcocerus holosericeus
- Holcocerus inspersus
- Holcocerus insularis
- Holcocerus iranicus
- Holcocerus japonica
- Holcocerus laudabilis
- Holcocerus lucifer
- Holcocerus marmoratus
- Holcocerus mesopotamicus
- Holcocerus mollis
- Holcocerus mongoliana
- Holcocerus mucosus
- Holcocerus murinus
- Holcocerus mus
- Holcocerus musculus
- Holcocerus nigrescens
- Holcocerus nobilis
- Holcocerus persicus
- Holcocerus powelli
- Holcocerus praeclarus
- Holcocerus puengeleri
- Holcocerus pulverulentus
- Holcocerus reticuliferus
- Holcocerus sacarum
- Holcocerus senganensis
- Holcocerus sericeus
- Holcocerus sheljuzhkoi
- Holcocerus strigatus
- Holcocerus strigillatus
- Holcocerus strioliger
- Holcocerus tancrei
- Holcocerus transcaucasica
- Holcocerus tsingtauana
- Holcocerus ussuriensis
- Holcocerus vicarius
- Holcocerus volgensis
- Holcocerus zarudnyi